# Love and Kisses (песня Данни Миноуг)
«Love and Kisses» — танцевальная поп- песня австралийской певицы Данни Миноуг. Песня была написана Элвином Муди и спродюсирована Муди, Винсентом Беллом и Dancin' Danny D для дебютного альбома Миноуг «Love and Kisses» (1991). Она была выпущена синглом в феврале 1990 года в Австралии и 18 марта 1991 года в Великобритании. Она вошла в топ-10 в Великобритании и Австралии.

## Предыстория
Через шесть месяцев после подписания контракта со звукозаписывающей компанией Mushroom Records в Австралии, Миноуг отправилась в Нью-Йорк, чтобы начать записывать песни для своего дебютного альбома. Находясь в США, она работала с музыкальными продюсерами Элвином Муди и Винсентом Беллом. Студия звукозаписи, расположенная в Бруклине, была местом нескольких перестрелок. Из-за этого Миноуг было трудно добраться туда, поскольку водители такси не хотели её туда отвозить. Для Миноуг процесс записи в Нью-Йорке был одновременно «потрясающим» и «ужасающим». Миноуг решила записать «Love and Kisses» из-за влияния американского R&B. Она «не хотела, чтобы он звучал как все остальные поп-альбомы в [Австралии] того времени».

## Рецензии критиков
В обзоре для Allmusic Джон Лукас назвал песню «забавной ерундой», но написал, что «она сильно устарела, особенно вызывающая содрогание рэп-часть». В своём обзоре альбома Love and Kisses журнал Billboard написал, что такие песни, как «Love and Kisses», «окружают её весёлый голос заразительными битами и мелодиями, которые должны звучать просто шикарно на радио, входящем в топ-40».

## Позиции в чартах
«Love and Kisses» был выпущен в Австралии в феврале 1990 года. Песня дебютировала в чарте ARIA Singles Chart под номером 40 11 марта 1990 года. Шесть недель спустя она достигла 4-го места и оставалась в топ-100 в течение 20 недель, получив статус золотого. Сингл также достиг 15-го места в Новой Зеландии, оставаясь в чарте семь недель. В Великобритании «Love and Kisses» был выпущен 18 марта 1991 года. Сингл достиг восьмого места в британском чарте синглов и 22-го места в ирландском чарте синглов. В Бельгии трек достиг 48-го места.

## Клип
Режиссёрами музыкального клипа «Love and Kisses» выступили Пол Голдман и Крейг Гриффин. В клипе Миноуг танцует на белом фоне с группой танцоров. Видео начинается с крупных планов Миноуг, одетой в кожаный костюм. Затем она появляется с группой танцоров, танцующих на фоне меняющегося декора. В течение всего видео чередуются чёрно-белые кадры, где Миноуг поёт сама. В 1996 году видео было выпущено на сборнике The Videos, а в 2006 году — на специальном DVD-издании The Hits & Beyond.

## Форматы и трек-листы
Австралийский кассингл
1. «Love and Kisses»
2. «Work»

Австралийский макси-кассингл
1. «Love and Kisses» (Hectic Mix)
2. «Love and Kisses» (House Mix)
3. «Love and Kisses» (Funky Mix)
4. «Work»

Австралийский CD-сингл
1. «Love and Kisses» (Hectic Mix)
2. «Love and Kisses» (House Mix)
3. «Work»
4. "Love and Kisses

Австралийский 7-дюймовый виниловый сингл
1. «Love and Kisses»
2. «Work»

Австралийский 12-дюймовый виниловый сингл
1. «Love and Kisses» (Hectic Mix)
2. «Love and Kisses» (House Mix — Edit)
3. «Work»

Австралийский 12-дюймовый виниловый сингл «Remix»
1. «Love and Kisses» (House Mix)
2. «Love and Kisses» (Funky Mix)
3. «Work»

Британский 7-дюймовый виниловый сингл
1. «Love and Kisses»
2. «Love and Kisses» (Instrumental)

Японский 3-дюймовый CD-сингл
1. «Love and Kisses»
2. «Work»

## Над синглом работали
- Дэнни Миноуг — вокал
- Элвин Муди — продюсирование
- Винсент Белл — продюсирование
- Dancin' Danny D — ремикс, дополнительное производство
- Фил Боджер — звукорежиссёр
- Пол Кокс — фотограф

## Чарты
| Чарт (1990—1991)                   | Наивысшая позиция |
| ---------------------------------- | ----------------- |
| Австралия (ARIA)                   | 4                 |
| Бельгия/Фландрия (Ultratop 50)     | 48                |
| Европа (Eurochart Hot 100)         | 25                |
| Ирландия (IRMA)                    | 22                |
| Новая Зеландия (Recorded Music NZ) | 15                |
| Великобритания (OCC UK Singles)    | 8                 |

| Чарт (1990)      | Позиция |
| ---------------- | ------- |
| Австралия (ARIA) | 54      |

| Чарт (1991)                     | Позиция |
| ------------------------------- | ------- |
| Великобритания UK Singles (OCC) | 99      |

## Сертификации
| Регион                                                      | Сертификация | Продажи |
| ----------------------------------------------------------- | ------------ | ------- |
| Австралия (ARIA)                                            | Золотой      | 35 000^ |
| ^ Данные о тиражах приведены только на основе сертификации. |              |         |